# ريان ستاك
ريان ستاك (بالمقدونية: Рајан Стак)‏ (بالإنجليزية: Ryan Stack)‏ مواليد 24 يوليو 1975 في ناشفيل، هو لاعب كرة سلة مقدوني سابق. بدأ مسيرته الاحترافية في سنة 1998. تم اختياره من قبل فريق كليفلاند كافالييرز خلال الدرافت. حمل الرقم 10. يبلغ طوله 6 قدم 11 بوصة (2.1 م). اعتزل اللعب في 2009.

## المسيرة الاحترافية
لعب مع كليفلاند كافالييرز من سنة 1998 إلى 2000، ثم لعب مع خيخون لكرة السلة في موسم 2000–2001، ثم لعب مع نادي أريس لكرة السلة من سنة 2002 إلى 2006، ثم لعب مع نادي أولمبياكوس لكرة السلة في موسم 2006–2007.

## روابط خارجية
- ريان ستاك على موقع إن بي أي (الإنجليزية)
- ريان ستاك على موقع سبورتس رفرنس (الإنجليزية)
- ريان ستاك على موقع الدوري الإسباني لكرة السلة (الإسبانية)
- ريان ستاك على موقع كرة السلة الأوروبية.كوم (الإنجليزية)
- ريان ستاك على موقع كلية كرة السلة في سبورتس رفرنس.كوم (الإنجليزية)
- ريان ستاك على موقع ريلجم (الإنجليزية)
- ريان ستاك على موقع بروبوليرز (الإنجليزية)
- ريان ستاك على موقع سبورتس رفرنس (الإنجليزية)